# Tabanocella schoutedeni
Tabanocella schoutedeni är en tvåvingeart som beskrevs av Alex Fain 1947. Tabanocella schoutedeni ingår i släktet Tabanocella och familjen bromsar.
Artens utbredningsområde är Kongo. Inga underarter finns listade i Catalogue of Life.